# Departamento Federal do Interior
O Departamento Federal do Interior (DFI) é um dos sete departamentos do Conselho Federal Suíço. O secretariado-geral é um organismo de planificação estratégica, de logística e de gestão  que liga os conselheiros federais e os diferentes escritórios geridos por este departamento.

## Serviços
Este grande departamento gere assuntos tão variados como: Segurança social, Saúde, Cultura, Igualdade entre sexos, Racismo, Estatística, Meteorologia e Arquivo. Segundo o DFI  está dividido em:
- Escritório Federal da Igualdade entre os sexos
- Escritório Federal da Cultura
- Arquivos federais
- Escritório Federal de Meteorologia e Climatologia
- Escritório Federal da Saúde Pública
- Escritório Federal de Estatísticas
- Escritório Federal Assuntos Sociais
- Secretaria de Estado à Educação e à Pesquisa
- Domínio das Escolas Politécnicas e Federais
- Swissmedic
- Bibliotecas Nacionais
- Museu Nacional Suíço